# Néferkarê II
Pour les articles homonymes, voir Néferkarê.
Néferkarê II est un roi égyptien, ayant régné au début du XXIIe siècle avant notre ère, de l'extrême fin de l'Ancien Empire dans la transition vers la Première Période intermédiaire, et classé comme soit un roi de la VIIe dynastie, soit un roi de la VIe dynastie. En tant que tel, le siège du pouvoir de Néferkarê II était Memphis et il ne détenait peut-être pas le pouvoir sur toute l'Égypte. Selon Hratch Papazian, Néferkarê II serait le fils de Pépi II et de la reine Ânkhésenpépi III.

## Attestations

### Attestations contemporaines
Jürgen von Beckerath a provisoirement identifié Néferkarê II avec Ouadjkarê. Cette identification est apparemment rejetée par Baker qui ne fait mention d'aucune autre attestation pour Néferkarê II que la liste d'Abydos, tandis que Thomas Schneider relie Ouadjkarê à soit Néferkarê II ou Néferirkarê II,.
Hratch Papazian distingue clairement Néferkarê II et Ouadjkarê et fait de Néferkarê II le fils de Pépi II et de la reine Ânkhésenpépi III.

### Nouvel Empire
Néferkarê II est présent dans la liste d'Abydos datant de la XIXe dynastie, à la 42e position. Le roi est absent du Canon royal de Turin, en effet, une grosse lacune affecte les rois ayant régné entre Netjerkarê et Néferkarê Pepiseneb.